# Disco Extravaganza
Disco Extravaganza, i USA benämnt Army of Lovers, är popgruppen Army of Lovers debutalbum, utgivet 1990. Låtarna på skivan skrevs och spelades in av framförallt Alexander Bard, Magnus Frykberg och Emil Hellman. Flera gästartister förekommer på skivan, bland dem Titiyo samt Katarina Wilczewski från sånggruppen The Real Group. Skivan lanserades även i USA.

## Låtlista
| Nr  | Titel                                      | Längd |
| --- | ------------------------------------------ | ----- |
| 1.  | Birds of Prey                              | 1:10  |
| 2.  | Ride the Bullet                            | 4:20  |
| 3.  | Supernatural                               | 4:09  |
| 4.  | Viva la Vogue                              | 3:33  |
| 5.  | Shoot That Laserbeam (Re-Recorded Version) | 4:24  |
| 6.  | Love Me Like a Loaded Gun (1990 remix)     | 4:57  |
| 7.  | Baby's Got a Neutron Bomb (1990 remix)     | 3:23  |
| 8.  | Love Revolution                            | 4:02  |
| 9.  | Scorpio Rising                             | 4:32  |
| 10. | Mondo Trasho                               | 4:23  |
| 11. | Dog                                        | 3:59  |
| 12. | My Army of Lovers                          | 3:27  |

| 13. | Hey Mr. DJ      | 3:47 |
| 14. | I Am the Amazon | 4:12 |
| 15. | Planet Coma 3AM | 3:51 |

## Medverkande
Army of Lovers
- La Camilla
- Alexander Bard
- Jean-Pierre Barda